# Pseudancistrus
Pseudancistrus – rodzaj słodkowodnych ryb sumokształtnych z rodziny zbrojnikowatych (Loricariidae). Spotykane w hodowlach akwariowych.

## Zasięg występowania
Ameryka Południowa: Brazylia, Gujana Francuska, Gujana, Surinam, Wenezuela i Kolumbia.

## Klasyfikacja
Gatunki zaliczane do tego rodzaju:
- Pseudancistrus asurini
- Pseudancistrus barbatus
- Pseudancistrus coquenani
- Pseudancistrus corantijniensis
- Pseudancistrus depressus
- Pseudancistrus genisetiger (incertae sedis[3])
- Pseudancistrus guentheri
- Pseudancistrus kayabi
- Pseudancistrus kwinti
- Pseudancistrus megacephalus
- Pseudancistrus nigrescens
- Pseudancistrus papariae
- Pseudancistrus pectegenitor
- Pseudancistrus reus
- Pseudancistrus sidereus
- Pseudancistrus yekuana
- Pseudancistrus zawadzkii

Gatunkiem typowym jest Hypostomus barbatus (=P. barbatus).